# Aafke Buringh
Aafke Buringh (Amsterdam, 1 januari 1977) is een Nederlands actrice.

## Loopbaan
Buringh volgde de Toneelschool in Arnhem en verliet deze in 2002 na haar afstuderen.
Na haar studie speelde Buringh onder andere in de televisieserie Bellicher (zowel in seizoen 1: De Macht van meneer Miller, als in seizoen 2: Cel) de (ex-)vrouw van Michael, Jessica Bellicher.
In de serie Moordvrouw vervulde Buringh een bijrol, als secretaresse Ineke Klein Nagelvoort van de officier van justitie Hugo Brandsma (gespeeld door Theo Pont). Daarnaast speelde Aafke de verkoopster van een kledingwinkel in de film Hoe overleef ik mezelf?.

## Film en televisie
- 2024: De Ring - 2 afl. Vriendin van Lilly
- 2019: Oogappels - 4 afl. - Iris
- 2018: Bankier van het verzet - Emma van Hall
- 2017: De 12 van Oldenheim - 1 afl. - Vrouw in kerk
- 2014: In Memory of Loving  Chanelle - Roos Doornbos
- 2013: Sammy en de dieren
- 2013: Telefilm “T.I.M.” - Moeder Tibor
- 2013: Goede tijden, slechte tijden - 1 afl. - dokter van Lunteren
- 2013: Blind - Emily
- 2012: Worktrainer
- 2012: BELLICHER; Cel - Jessica
- 2011: Moordvrouw seizoen 1 - Ineke Klein Nagelvoort
- 2011: Baart - Marianne
- 2011: Commercial Bruna
- 2010: BELLICHER; De macht van meneer Miller - Jessica
- 2010: Homerun - Anja
- 2008: Hoe overleef ik mezelf - Gastrol
- 2007: En este momento
- 2001: Cottenwars

## Theater[1](selectie)
- 2018: Gewoon held - Future Fist[2]
- 2018: Mahler & Kokoschka[3]
- 2016: Hamlet - Horiato[4]
- 2016: Honger (De Zeven Hoofdzonden)[5]
- 2015: Expeditie Peter Pan[6]
- 2014 : Dokter Feelgood - auteur
- 2014: Art
- 2014: De kuil
- 2014: Het eindpunt
- 2013: Tempus, Fugit
- 2012: Fisherman's Woman
- 2012: Sleurstraat
- 2012: Valangst - Anna[7]
- 2008: De rovers - Amalia / Rechter
- 2008: Antigone - Ismene / Teiresias
- 2007: Jeanne d'Arc - Jeanne d'Arc
- 2006: All Inclusive - productie
- 2005: Jong en onschuldig - Trixie G.
- 2005: Pain perdu - spel, producent, auteur
- 2005: Jeanne - Jeanne d'Arc
- 2004: Draven
- 2003: Pygmalion - Dienstmeisjes
- 2003: Sicilian Sisters - Flaminia (rol), producent, auteur, kostuums, decorontwerp, grime en kapwerk
- 2002: Hoe Leona haar man terug kreeg - spel, auteur, kostuums, decorontwerp